# Paul Fey
Paul Fey (* 27. November 1998 in Schkeuditz bei Leipzig) ist ein deutscher Organist, Komponist und YouTuber. Internationale Bekanntheit erlangte er durch seinen YouTube-Kanal, auf dem er Orgelmusik in unterschiedlichen Formaten präsentiert. Neben seiner Tätigkeit als Konzertorganist und Komponist widmet sich Fey der digitalen Vermittlung klassischer Orgelmusik und der multimedialen Vorstellung bedeutender Instrumente in Europa und darüber hinaus.

## Leben und Ausbildung
Paul Fey wuchs in der Nähe von Leipzig auf. Früh erhielt er musikalische Förderung in Form von musikalischer Früherziehung sowie Unterricht in klassischer Gitarre und Klavier. Im Alter von etwa 15 Jahren entdeckte er in seiner Heimatgemeinde seine Leidenschaft für die Orgel und nahm Unterricht – zunächst bei A. F. Kipping, später bei Stefan Kießling, dem früheren Assistenzorganisten der Leipziger Thomaskirche.
Nach dem Schulabschluss absolvierte er eine dreijährige kaufmännische Ausbildung beim Mitteldeutschen Rundfunk (MDR). Anschließend nahm er ein Studium der Kirchenmusik an der Evangelischen Hochschule für Kirchenmusik in Halle (Saale) auf.

## Künstlerisches Wirken
Fey ist hauptberuflich als Musiker, Komponist und Digital-Künstler tätig. Konzertreisen führten ihn in verschiedene europäische Länder – darunter die Niederlande (z. B. Rotterdam), Kroatien (u. a. Zadar), Schweiz, Österreich und Deutschland (u. a. Leipzig, Marienstatt, Duisburg, Hachenburg, Gackenbach). Dabei spielt er sowohl Konzerte als auch bei kulturellen Sonderveranstaltungen und Gottesdiensten.
Ein zentraler Bestandteil seines künstlerischen Wirkens ist die Vorstellung historischer und moderner Orgeln weltweit. In seinen Videos präsentiert er eigene Kompositionen, Improvisationen und Werke der Orgelmusik auf Instrumenten in Deutschland, Österreich, Tschechien, Belgien, Italien, Dubai sowie weiteren Ländern.
Neben seiner freiberuflichen Tätigkeit ist er als Repetitor für die Kurrende-Gruppen an der Singschule St. Thomas Leipzig tätig und arbeitet dort mit den Chören der Thomaskirche zusammen.

## Kompositionen und Veröffentlichungen
Paul Fey ist Autor zahlreicher Werke für Orgel. Bisher veröffentlichte er 22 thematisch geordnete Noten-Kollektionen mit eigenen Kompositionen zu liturgischen Anlässen wie Advent, Weihnachten, Ostern sowie für Gemeindegottesdienste (Stand 06/2025). Seine Werke zeichnen sich durch melodische Klarheit und liturgische Einsetzbarkeit aus und sind international erhältlich. Hinzu kommen zahlreiche Einzelwerke.

### CDs
Paul Fey veröffentlichte bislang drei CDs mit Einspielungen aus seinem Repertoire, aufgenommen an Instrumenten in verschiedenen europäischen Ländern:
- Around the Organ World – u. a. mit Werken von Bach, eigenen Kompositionen und Improvisationen.[2]
- Christmas Organ Music – mit Schwerpunkt auf festlicher Literatur und Eigenwerken.
- Around the Organ World 2 – aufgenommen u. a. an der Orgel der Laurenskerk (HW) und der Bosch-Orgel in Santanyi.

## Digitale Präsenz
Paul Fey betreibt einen YouTube-Kanal, der monatlich über eine Million Aufrufe erzielt und zu den reichweitenstärksten Kanälen im Bereich Orgelmusik gehört. Neben Konzertaufnahmen und Orgelvorstellungen präsentiert er dort auch Improvisationen, selten gespielte Werke und eigene Stücke.

## Rezeption und Auszeichnungen
Die musikalische und digitale Arbeit von Paul Fey wurde in verschiedenen Medien gewürdigt, u. a. in der Rhein-Zeitung, beim WW-Kurier, bei Make Music Day, evangelischen Kulturportalen sowie im Rahmen regionaler Kulturveranstaltungen. In den Artikeln wird insbesondere seine Verbindung von klassischer Kirchenmusik mit moderner Medienarbeit hervorgehoben. Zudem wurde er für den XXII. Giuseppe Sciacca International Award 2025 nominiert.